# Becks stormvogel
De Becks stormvogel (Pseudobulweria becki synoniem: Pterodroma becki) is een zeevogel uit de familie van de stormvogels en pijlstormvogels (Procellariidae). Het is een ernstig bedreigde, endemische vogelsoort rond Papoea-Nieuw-Guinea, met name Nieuw-Ierland en verder rond de Salomonseilanden. Deze vogel is genoemd naar de Amerikaanse ornitholoog Rollo Howard Beck (1870-1950).

## Kenmerken
De vogel is 29 cm lang. Hij lijkt sterk op de Tahiti-stormvogel (P. rostrata) maar is 25% kleiner, hoewel dit grootteverschil op zee nauwelijks opvalt. Van boven is de vogel glanzend bruin, ook op de kop en keel. De ondervleugels zijn donker, met een witte ondervleugelstreep. De borst en buik zijn wit. De vogel heeft een relatief slanke snavel.

## Geschiedenis en verschijnen
De soort is slechts twee keer waargenomen in de jaren 1920 (6 januari 1928 en 18 mei 1929). Er werd van uitgegaan dat het dier was uitgestorven. In 2008 beschreef de Israëlische ornitholoog Hadoram Shirihai hoe hij in de zomer van 2007 tijdens een expeditie weer Solomon-stormvogels had waargenomen. Het ging om meer dan dertig exemplaren.

## Verspreiding en leefgebied
Hij komt voor rond Papoea-Nieuw-Guinea. In 2007 werden vooral rond Nieuw-Ierland (Bismarckarchipel) vogels gezien. Waar de vogel broedt is niet bekend; het kan zijn op kleine eilandjes, maar de waarnemingen rond Nieuw Ierland suggereren dat de vogel in montaan bos broedt in holen in de hogere bergen van het grote eiland.

## Status
De Solomon-stormvogel heeft een zeer klein verspreidingsgebied en daardoor is de kans op uitsterven aanwezig. De grootte van de populatie werd in 2016 door BirdLife International geschat op 50 tot 250 volwassen vogels. Over concrete bedreigingen in het broedgebied is weinig bekend. Uit voorzorg blijft de vogel als ernstig bedreigd (kritiek) op de Rode Lijst van de IUCN.